# Поехавшая
«Пое́хавшая» — российский романтический комедийно-драматический фильм режиссёра Антона Маслова в жанре роуд-муви, основанный на книге велопутешественницы Анны Смолиной «А чего дома сидеть?». Главные роли исполнили Ольга Лерман, Елена Яковлева, Аскар Ильясов и Виктор Хориняк. Премьера состоялась в марте 2023 года. Комедия возглавила прокат в России и СНГ в первую неделю показа, собрав за первый уик-энд 135,6 млн рублей. Телепремьера фильма состоялась 18 ноября 2023 года на телеканале «СТС».

## Сюжет
Молодая жительница мегаполиса Аня Смолина после серии неудач решает оставить привычную жизнь и устроить себе захватывающее путешествие. Она садится на свой велосипед, берёт с собой таксу Капу и отправляется в Нижний Новгород, а оттуда в Магадан, чтобы помириться с матерью, с которой она не разговаривала уже много лет. Аню ждёт долгая и непростая поездка, невероятные испытания, а также судьбоносные знакомства.

## В ролях
- Ольга Лерман — Анна Смолина
- такса Таисия — Капа
- Елена Яковлева — мать Анны
- Виктор Хориняк — Валера
- Дмитрий Чеботарёв — Рома
- Аскар Ильясов — Алишер
- Алина Алексеева — Марина
- Анастасия Светлова — Женя
- Олеся Железняк — Катерина Николаевна
- Маша Кошина — Яна
- Юлия Топольницкая — Казакова
- Мария Горбань — камео
- Антон Маслов — старший бортпроводник
- Софья Зайка — Дашка
- Анна Жигалина — Адель
- Анна Котова — администратор отеля
- Андрей Курносов — опер

## Отзывы и оценки
Фильм получил в основном положительные оценки в российской прессе. О нём писали: «Очень милое и симпатичное роуд-муви, пропитанное оптимизмом и желанием жить» (Time Out), «Возникает желание не только запланировать маршрут на ближайший отпуск, но и пожить в той волшебной стране, где обитают его герои» («Коммерсантъ»), «Небанальное роуд-муви с ярко выраженным мотивационным посылом» («КиноРепортёр»). Как средний фильм оценили в обзоре издания «Независимая газета»: «Для оптимистичного, жизнеутверждающего зрительского кино — слишком вычурно. Для авторского — недостаточно замысловато».
По итогам года многие издания включили его в свои списки лучших фильмов 2023 года, в том числе «Афиша», «Лента.ру», «РЕН ТВ», «Фильм.про».